# Црква Светог архангела Гаврила у Београду
Црква Светог архангела Гаврила је храм Српске православне цркве који се налази на општини Савски венац у Београду. Саграђена је у периоду између 1937. и 1939. године у славу настрадалих српских војника за време Првог светског рата.
Ктитори су били брачни пар Радмила и Милан Вукићевић, солунац, носилац Албанске споменице и послератни народни посланик. Обоје су сахрањени у својој задужбини. Храм је 4. јуна 1939. освештао патријарх Гаврило. Први свештеник је био Јеврем Илић. Пројекат храма у српско-византијском стилу је израдио архитекта и сликар Григорије Самојлов. Иконостас од ораховине у дуборезу су израдила браћа Милојевић, а иконе на иконостасу су сликали академски сликари. Првобитан фрескопис храма урадили су академски сликари Варун-Секрет (рус. Евганий Варун-Секрет) и Ретлингер, али су оне временом оштећене од влаге. Довршавање живописања је прекинуо Други светски рат. После рата рестаурацију су извршили академски сликари, брачни пар Даница и Милосав Младеновић. По жељи ктитора, под је израђен у мозаику, по угледу на манастир Светих Архангела код Призрена. Септембра 1946. године је извршен свечани пренос моштију Светог Пантелејмона у ову цркву.
Црква је изграђена у крају који се тада звао Котеж Франше д'Епереа, поред игралишта Београдског спорт клуба, којег ће педесетих заменити Стадион Партизана,  а у близини је и Војна гимназија из седамдесетих година.